# Кріс Маркер
Кріс Марке́р (фр. Chris Marker; 29 липня 1921, Нейї-сюр-Сен — 29 липня 2012, Париж) — французький письменник, фотограф, режисер-документаліст та сценарист.

## Біографія
Справжнє ім'я — Крістіан Франсуа Буш-Вільнев (фр. Christian François Bouche-Villeneuve). Під час Другої світової війни Маркер навчався філософії від Сартра, а після війни мандрував соціалістичними країнами, документуючи у своїх книгах та фільмах те, що бачив. Міжнародну славу здобув завдяки короткометражному фільму 1962 року в жанрі наукової фантастики «Злітна смуга». Фільм є прототипом «Дванадцяти мавп». 1982 року завершив роботу над Sans Soleil («Без сонця») — фільмом, що поєднував якості документальності та художності. З середини 1990-их працював головним чином з електронними медіями.